# Hraničářův učeň
Hraničářův učeň (anglicky Ranger’s Apprentice) je série fantasy knih Johna Flanagana. Během prvních jedenácti dílů popisuje život sirotka Willa, který později přijal jméno Dohoda, chlapce, který se stal hraničářským učněm, a poté i hraničářem.
Od dvanáctého dílu se Will stává učitelem Maddie, dcery svých přátel, rytíře dubového listu sira Horáce Altmana a princezny Kasandry (Evanlyn). Děj se odehrává ve fiktivním světě, který částečně odpovídá středověké Evropě kolem roku 643 tamního letopočtu. Součástí světa je i spin-offová série Bratrstvo.
Série se překládá do několika jazyků a je prodávaná ve více než 50 zemích světa, později by měla být zpracována jako celovečerní film.
Hraničáři jsou speciálně vycvičení muži, kteří jsou výbornými lukostřelci, umí se maskovat, a působí v jednotlivých lénech království jako strážci pořádku, případně jsou posíláni na zvláštní úkoly.

## Díly

### Hraničářův učeň
Níže je uvedeno pořadí v českém vydání (to je pro prvních dvanáct dílů chronologické) a v závorce pořadí v původním (australském) vydání. Kniha Výkupné za Eraka je tedy prequel. Série vychází také v audio verzi, kterou namluvil Matouš Ruml. Vydává ji Audiotéka.
Kniha Královská hraničářka je v anglickém vydání součástí původní i nové série. V českém vydání jsou součástí Hraničářova učně též sequely, a to počínaje dílem Klan Rudé lišky (třináctý v pořadí).
1. (1.) Rozvaliny Gorlanu
2. (2.) Hořící most
3. (3.) Ledová země
4. (4.) Nositelé dubového listu
5. (7.) Výkupné za Eraka
6. (5.) Čaroděj na severu
7. (6.) Obléhání Macindawu
8. (8.) Králové Clonmelu
9. (9.) Halt v nebezpečí
10. (10.) Císař Nihon-džinu
11. (11.) Ztracené příběhy (soubor povídek doplňující děj předchozích knih)
12. (12.) Královská hraničářka
13. (13.) Klan rudé lišky
14. (14.) Souboj na Araluenu
15. (15.) Ztracený princ
16. (16.) Útěk z Falaise
17. (17.) Arazanini vlci
18. (18.) Léčka u Sorata

### Hraničářův učeň – První roky
První roky je prequel série k hlavní sérii Hraničářův učeň. Děj se odehrává 15 let před prvním dílem (Rozvaliny Gorlanu) a navazuje na povídku Hiberňan z knihy Ztracené příběhy. Hlavními hrdiny jsou tedy Halt s Crowleym, kteří se snaží zabránit Morgarathovi uchvátit moc v království Araluen.
1. Turnaj na Gorlanu
2. Bitva na Hackhamské pláni

### Hraničářův učeň – Královská hraničářka
Královská hraničářka je sequel série k hlavní sérii Hraničářův učeň. Odehrává se více než patnáct let po Císař Nihon-džinu a popisuje příběhy hraničářské učněnky Maddie. Kromě ní se v příběhu vyskytuje většina hlavních postav z původní série. V českém vydání jsou označovány stále jako série Hraničářův učeň (pořadí v závorce).
1. (12.) Královská hraničářka
2. (13.) Klan Rudé lišky
3. (14.) Souboj na Araluenu
4. (15.) Ztracený princ
5. (16.) Útěk z Falaise
6. (17.) Arazanini vlci
7. (18.) Léčka u Sorata

## Svět
John Flanagan se při vytváření fiktivních národů inspiroval středověkou Evropou. V závorkách jsou uvedeny země, jimiž se při tvorbě inspiroval.
- Araluen (Anglie): Ostrovní království, později je přejmenován na Araulenský stát. Je uspořádáno do 50 lén, přičemž každé spravuje jeden baron, který má k dispozici jednoho hraničáře. Araluen je mocné království jak po vojenské stránce, tak i po hospodářské stránce. Má speciální padesátičlennou výzvědnou jednotku, obecně známou jako hraničářský sbor. Jsou také vysíláni na výzvědné výpravy do zahraničí.
- Skandie (Norské království před kristianizací): Kulturně velice podobné Norskému království, vládcem je Oberjarl (Ragnak, později Erak), který řídí celou Skandii s pomocí Hilfmana (Borsy), Skandijci jsou zdatní mořeplavci a skvělými bojovníky na blízko. Země je rozdělena na několik území, kterým vládnou Jarlové. Samotná Skandie je chráněná velkými pásy pohoří a tvoří přirozenou cestu pro temudžajské bojovníky, aby mohli napadnout ostatní sousední království.
- Celtika (Wales): Poloostrovní království, jižně od Araluenu.
- Pikta (Skotská vrchovina): Země nájezdných klanů přepadávajících severní část Araluenu, od kterého ji dělí léno Norgate. Obyvatelé Pikty jsou velmi pověrčiví ke starým pověstem a legendám.
- Hibernie (Irská království): Ostrov, západně od Araluenu, tvořený sedmi navzájem nezávislými královstvími. Jedno z nich, Clonmel, je i rodištěm jednoho z hlavních hrdinů, Halta.
- Nihon–Džin (Japonsko): Země v čele s císařem a s vrchní šlechtou, tzv. sendžii. Zemi obývají různé kasty (kikoriové, hasanového apod.). Kulturou je velice podobné Japonsku, čemuž odpovídá i první část názvu země – Nihon.
- Galika (Francie): Království, které je rozděleno na mnoho panských lén, král nemá prakticky žádnou moc, kulturně je zasazená do středověké Francie (rytířské turnaje, boje o malá léna mezi šlechtici).
- Teutland (Svatá říše římská v rané fázi): Roztříštěná zem prakticky bez vládce, zmítaná v boji mezi šlechtici o moc a vládu nad Teutlandem.
- Alpina (pravděpodobně území dnešního Rakouska a údolí řeky Pád): Království zmíněné pouze na mapě.
- Aslava (pravděpodobně Kyjevská Rus a jiné slovanské národy): Země zmíněná pouze na mapě.
- Toskano (raná Byzantská říše): Říše, vládne ji císař a využívá mnohé římské taktiky (legionáři), dlouho byli ve válce s Aridy, později díky Araluenu vyhlásili příměří a začali obchodovat.
- Arida (Almohádi): Vřelé vztahy s Araluenem, vládcem je Emrikír, jednotlivá území Aridy jsou spravována tzv. Vakíry, mezi nejčastěji zmiňované patří Vakír Seletin (Výkupné za Eraka), v Aridě je také mnoho kočovných kmenů mezi nejpočetnější patří Bedullíni, kočovný lid, spíše přátelské vztahy s Aridou (Umar, náčelník jednoho z kmenů a dobrý Seletinův přítel) a Tualagové, přepadávají vesnice a karavany Aridy.
- Temudžajové (Mongolská říše): Je o nich málo známo, jen to, že jsou to skvělí jezdci, lučištníci a válečníci z východních stepí, už se několikrát pokusili dobýt Skandii a její sousední státy, ale byli odraženi. Temudžajští koně byli "koupeni"(tj. ukradeni) Haltem a vyšlechtěním těchto a mnoho dalších plemen vzniklo plemeno, které používají hraničáři.
- Iberion (Kastílie ve velmi rané fázi): Není o ní mnoho známo, jen to, že zde je bujný obchod s otroky.
- Sonderland (pravděpodobně Grónsko či Island): Nezávislý stát, obchoduje s národy poblíž Bílého moře.

### Araluen
Většina děje se odehrává v Araluenu, který odpovídá středověké Anglii. Araluen se dělí na 50 lén, v každém lénu je hrad s místním vládcem a slouží v něm jeden hraničář. V knihách bylo jmenovitě zmíněno pouze několik lén.

#### Araluenské léno
Jedná se o léno okolo hlavního města království.
- Vládce léna je zároveň je král Araluenu. Před 150 lety byl králem Herbert, za nějž vznikl hraničářský sbor . Další nástupci nejsou zmíněni.

V době děje prvních let je králem Osvald, otec Duncana, ten se v závěru Prvních let stane králem. Po něm má nastoupit na trůn jeho dcera Kasandra.
- Hraničář léna je zároveň velitel sboru, pozici drží Crowley, po něm nastoupí v Královské hraničářce Gilan.
- Bojový mistr je zde sir David
- Tajemník a komoří je zde lord Anthony

#### Redmontské léno
Jedno z nejdůležitějších lén království, zde se odehrává i podstatná část děje.
- Vládce je baron Arald
- Hraničář byl za vlády Morgaratha Farrel a po jeho smrti to byl Halt a později s Haltem Wil
- Bojový mistr je zde sir Rodney
- Mistr výcviku boje je zde sir Karel
- Asistent výcvikového instruktora je zde sir Morton
- Kuchařský mistr zde byl v době, kdy zde sloužil Will mistr Chubb, po něm Jenny
- Mistr chovu koní je zde Ulf (neplést s členem bratrstva Volavek)
- Hlava diplomatické služby je zde lady Paulina DuLacyová
- Mistr písař je zde Nigel
- Tajemník je zde Martin

#### Gorlanské léno
Gorlanské léno zaniklo (viz První roky) a jeho území bylo rozděleno mezi sousední léna. Vládce zde byl před zrušením léna Morgarath.

#### Seacliffské léno
- Vládce je baron Ergell
- Hraničář byl za vlády Morgaratha Egon. Před Willem to byl Bartell a po Willovi Clarck
- Bojový mistr zde byl v době, kdy zde sloužil Will sir Norris
- Kuchařský mistr zde byl v době, kdy zde sloužil Will mistr Rollo

#### Norgateské léno
- Vládce zde byl za vlády Morgaratha lord Northolt
- Hraničář zde byl během Alyssina věznění Meralon. Před Willovou výpravou do Clonmelu Gilan, poněm Harrison
- Bojový mistr zde byl za vlády Morgaratha sir Morris z Norgatu. Během Alyssina věznění sir Dorik. Před ním za dob vlády Morgaratha sir Rollo

#### Další léna
- léno Amarle – Název léna si přisvojila Alyss, když se vydávala za lady Gwendolyn z Amarle na hradě Macindaw.
- Aspienne – Bojový mistr zde byl za vlády Morgaratha mistr Norman
- Bannockske léno
- Belconnenské léno
- Carawayské léno – Hraničář zde byl Před Willovou výpravou do Clonmelu Andross, který zde cvičil pozdějšího hraničáře Clarke
- léno Coledale – Hraničář zde byl před Willovou výpravou do Clonmelu Harrison, po něm Skinner
- Cordomské léno – Vládce zde byl v době Willova příchodu do učení lord Northolt
- Culwayské léno
- Dactonské léno – Vládce byl za vlády Morgaratha baron Reemer a hraničářem Leander
- léno Divoká voda – Vládce byl za vlády Morgaratha sir Emman
- Eagletonské léno – Hraničář byl za vlády Morgaratha Samdash
- Gladstonské léno
- Gortské léno
- Greenleafské léno
- Highcliff – Vládce zde byl v době druhého pokusu o uchvácení Araluenu Morgarathem baron Douglas
- Hogarthské léno
- Holderské léno – Bojový mistr zde byl v době Morgarathovy vlády sir David z Holderu
- Holsworthské léno – Hraničář byl za vlády Morgaratha Norris
- Keramonské léno – Vládce byl za vlády Morgaratha baron Carrol
- Martinsydeské léno – Hraničářským učněm zde byl Před Willovou výpravou do Clonmelu Skinner
- léno Meric – Hraničář zde byl v době Willova 1. roku jako hraničářského učně Gilan
- Mollegorske léno
- Rookské léno
- Sandalhurstske léno
- Spaske léno
- Stedenské léno – Vládce zde byl v době Willova příchodu do učení lord Lorriac , který byl v 1. díle zabit kalkarou.
- Trellethské léno – Vládce zde je baron Scully a Hraničář zde je Liam.
- Weslonské léno – Hraničář byl za vlády Morgarath Berrigan. Morgarathův hraničářův byl Willet
- Whitby – Hraničář zde byl Před Willovou výpravou do Clonmelu Alun, po něm Gilan

#### Další významná místa
- Woldonský klášter – místo smrti královny Rosalindy a narození princezny Kasandry
- Uthalské pláně – místo střetu druhé Morgarathovy wargalské armády s Duncanem (zde zabit Morgarath Horácem)
- Průsmyk tří stupňů – jediná schůdná cesta do Deštných a temných hor
- Grimsdellský les – Malcolmovo útočiště
- Trhlina – průrva mezi Celtikou a Náhorní Morgarathovou pošinou na které posltavil most

### Galika
Děj série se odehrává v Galice pouze v dílech Ledová země, Nositelé Dubového listu a náseldně až v Ztracený princ a Útěk z Falaise. Jsou zde zmíněny hrady Montsombre, Chateau des Falaises a Chateau La Lumiere; několik vesnic (Les Sourges, La Rivage, La Lumiere, Entente, Ontifer, Aules a Falaise) a hostinec Les Trois Canards (U tří kachen) a řeka La Riviere Cygnes, kterou Will s Madelyn překročili na cestě do Falaise.

### Skandie
Hlavní město je Hallasholm
Další místa
- Malá lovecká chaloupka poblíž Hallasholmu – útočiště Evanlyn (Kasandry) Willa a v knize bratrstvo 4 i pro Lydii
- Skorghijl – malý ostrov, který slouží k ochraně Skandijců před bouřemi
- Fallkork – ostrov, kam zavezli Skandijci Temudžaje při bitvě o Hallasholm
- Dravčí úžina – místo kudy proplula skupina lodí převážející Temudžaje na ostrov Fallkork
- Písečná zátoka – místo, kde čekali Temudžajové na Slagora na odvoz do Hallasholmu

### Arida
Odpovídá severnímu pobřeží Afriky. V knize je jmenovitě zmíněna provincie Al Šaba, kde vládne vakír (vládce) Seletin a dále osady Al Šaba, Mararok a Mašaba, Studny Chor–Abaš a Studny Orr–San a Oáza Džaspar.

### Hibernie
Vesnice
- Dun Kilty
- Craikennis
- Duffyho brod
- Mountshannon
- Derryton
- Port Cael
- Keelty

Další místa
- Mohylový pahorek – pohřebiště clonmelských králů
- Fingelská zátoka – odtud vyplul Halt, Will a Horác při pronásledování Tennysona do Pikty

### Nihon–džin
Kulturně odpovídá Japonsku. Leží někde daleko na východě, ale udržuje s Araluenem diplomatické styky a lze tam za několik týdnů doplout lodí.
- provincie Koto

Hrady
- Ran–koši
- Hašan–dži

Vesnice
- Poříčí
- Iwanai
- Ito

### Toscano
Odpovídá Itálii, vedle městský stát Genovesa (domov nájemných vrahů genovesanů)

### Pikta
Odpovídá Skotsku
- Řeka Craiskill – místo vylodění Tennysonovy skupiny v Piktě
- Lineithský mys
- Havranův průsmyk

## Postavy

### Hraničáři
- Will Treaty, česky Will Dohoda 1. - 16. díl a 2. díl - První roky
- Halt O'Carrick 1. - 16. díl., 1. a 2. díl - První roky
- Gilan – 1., 2., 3., 5., 8., 11., 12., 13., 14., 15. díl a 2. díl – První roky
- Crowley – velitel hraničářského sboru 1. - 8. a 11. díl, 1. a 2. díl - První roky
- Farrel – 1. a 2. díl – První roky
- Meralon – 6. a 7. díl
- Meraton – 1. díl
- Madelyn – 12., 13.,14., 15. díl a 16. díl
- Liam – 8. a 12. díl
- Berrigan – 6. díl,1. díl a 8. díl – 1. a 2. díl - První roky
- Cedrik – 2. díl – První roky
- Chase – 2. díl – První roky
- Denison – 2. díl – První roky
- Bedford – 2. díl – První roky
- Robert – 2. díl – První roky
- Leander – 1. a 2. díl – První roky
- Egon – 1. a 2. díl – První roky
- Norris – 1. díl – První roky
- Samdash – 1. a 2. díl – První roky
- Jurgen – 1. a 2. díl – První roky
- Berwick – 1. díl – První roky
- Lewin – 1. díl – První roky
- Skinner – 8. díl
- Pritchard – 1. díl – První roky, 11. díl – Ztracené příběhy
- Nick – 8. díl
- Clarke – 8. díl
- učeň Nichol – 15. díl
- Bartell – 6. díl
- Velitel Nicholl - zmínka ve 1. díl - První roky

### Šlechta (Araluen)
- sir Horác (rytíř Dubového listu)
- baron Arald – 1., 2., 4., 5., 8. a 11. díl a 1. a 2. díl – První roky
- baron Ergell – 6. díl
- lord Orman – 6. a 7. díl
- lord Syron – 6. a 7. díl
- sir Keren – 6. a 7. díl
- sir Rodney – 1. až 4. díl
- sir Athol – 2. díl – První roky
- sir Norris z Rooku – 6. díl
- král Duncan – 2. až 5. a 12. díl, 1. a 2. díl – První roky
- sir Eammon – 1. díl – První roky
- princezna, později princezna regentka a po smrti otce královna Kasandra (Evanlyn) – 2. až 5., 10. až 12. díl, 2. díl – První roky
- sir David – 2. a 3. díl
- lord Anthony – 3., 4. a 5. díl
- lady Sandra – 1. a 2. díl – První roky (manželka barona Aralda)
- lady Paulina Du Lacyová – 1., 5., 9. a 12. díl, 1. a 2. díl – První roky (titul získala vlastním přičiněním)
- královna Rosalinda – 2. díl – První roky
- baron Douglas
- bývalý král Osvald (otec Duncana)
- bývalá královna Debora (matka Duncana)
- princezna Madelyn
- Kasandřin prastrýc Hesperus – 15. díl
- král Herbert, známý též jako otec moderního Araluenu. Založil 150 let před tím než se odehrávají příběhy o Willovi hraničáře – 1. díl
- Lady Gwendolyn

### Ostatní z Araluenu
- Malcolm as. Malkallam – 6., 7., 9. a 11. díl
- Alyss Mainwaringová
- George Carter
- Jenny Dalbyová
- Mistr Chubb
- Mistr Ulf
- Písař Nigel
- Starý Bob – 1. a 11. díl
- Mladý Bob – 12 . díl
- Slaný Petr– 1 . díl
- Pan Dennis – 12. díl
- Arnold a Aggie Clumovi – 12. díl
- Desmond – 11. díl
- Bryn, Alda, Jerome – 1. díl, šikanovali Horáce
- John Buttle
- Edwina Templová– 6 a 7 díl
- Clive
- Delia Templová– 6 a 7 díl
- Gordon
- Barney
- Dennis
- Arndor
- Murdal
- mistr Rollo
- Trobar
- loupežník Donald – 15. díl
- farmář Malcolm Pluhař – 15. díl
- člen městské hlídky Barney – 15. díl
- člen městské hlídky Joseph – 15. díl
- loupežník Barton Medvědobijec – 15. díl
- loupežník Jednooký Jem – 15. díl
- loupežník Walter Jizva – 15. díl
- Duncanův dvorní šašek Malloy – 15. díl
- žonglérka Sanne – 15. díl
- Clive Templ – 6. a 7 díl
- Foldar -11 díl
- Jory Ruhl -12 díl

### Skandijci
- Erak Hvězdec – 2., 3., 4., 5. a 11. díl
- Horak – 2. díl
- Svengal – 2. až 5. díl
- Borsa – 3. a 4. díl
- Ragnak – 3. a 4. díl
- Gundar Bijec – 6., 7., 10. a 11. díl
- Nils Tahač – 6., 7., 10. a 11. díl
- Ulf Dubotřas – 6. díl
- Nordel – 2. díl
- Slagor – 3. a 4. díl
- Axel – 5. díl
- Toskjak – 5. díl
- Sten Kladivo – zmínka ve 4. díle
- Tirak – 3. díl
- Kormak – 4. díl
- Hal Mikelson- 13., 14. díl
- Stig - 13., 14. díl
- Thorn- 13., 14. díl

ulf - 13-14díl
- Wulf- 13., 14. díl
- Ingvar- 13., 14. díl
- Jesper - 13., 14. díl
- Edvin- 13., 14. díl
- Stefan - 13., 14. díl

Skandijci se hlavně vyskytují v knihách Bratrstvo od Johna Flanagana.

### Otroci
- Ulrich
- Egon
- Handel
- Jane

### Aridi, Bedullini a Tualagové
- Selej el'Tín – Seletin – 5., 10. a 11. díl
- Sidár
- Alúm
- Saúd
- Amán
- Umar ibn Talúd
- Kijelíma
- Šarík
- Ahmúd
- Fajsal
- Hasan ibn Talúk
- Džamil
- Tarík
- Júsal
- Ikbál – Júsalův bratr
- Al Sukr - zástupce Seletina - 18. díl

### Hibernijci
- Sean O'Carrick – 8. díl
- Král Ferris O'Carrick – 8. díl (Haltův bratr)
- Caithlyn O'Carrick - 8. díl
- Tennyson – 8. a 9. díl
- Vedlejší bůh Blarney – 14. díl
- Černý O'Malley
- Ryan
- Carew
- Dennis
- Nialls

### Nihondžané
- Šigeru – 10. a 11. díl
- Šakin – 10. díl
- Arisaka – 10. díl
- Reito – 10. díl
- Atsu – 10. díl
- Jamada – 10. díl
- Moka – 10. díl
- Nimatsu – 10. díl

### Genovesané
- Luciano – 8. díl
- Bacari – 9. díl
- Marisi – 9. díl
- Mordini – 11. díl
- Serafino – 11. díl
- Peloni - 18. díl
- Ricardo - 18. díl

### Iberionci
- Benito – 12. díl
- Enrico – 12. díl
- Anselmo – 12. díl
- Král Carlos z Iberionu – 13. díl
- Don Ansalvo – 13. díl

### Galikové
- Lord Deparnieux – 3. díl
- Kapitán osobní stráže hradu Montsombre Filemon – 3. díl
- Král Jindřich Galický – 4. díl
- Král Philippe Galický – 15. a 16. díl
- princ Giles – 15. a 16. díl
- baron Joubert de Lasigny – 15. a 16. díl
- hospodský hospody ve vesnici Entente Michael du Mont – 15. a 16. díl
- hospodský hospody U tří kachen Maurice – 15. díl
- kuchařka hospody U tří kachen Hortense – 15. díl
- sir Guillaume – 15. a 16. díl
- Egon z Tourles – 15. díl
- kovář města Entente Simon – 15. díl
- čišnice v hospodě města Entente Giselle – 15. díl
- vůdce banditů Černých supů Vincent – 15. díl
- člen banditů Černých supů Pierr – 15. díl
- senešal barona Lasigny Gaston – 15. a 16. díl

### Sonderlanďané
- Vikor Trask – 14. díl
- Bel Ruka – 14. díl

### Toscané
- Generál Sapristi – 10. díl
- Akvilifer - 18. díl
- Lucius Maximus Brasos - 18. díl

### Celtikové
- Carney – 2. díl
- Bart – 2. díl
- Král Swyddned – 2. díl
- princezna Madelydd – 2. díl

### Temudžajové
- Čren – 4. díl
- Atlan – 4. díl
- Generál Chazkam – 4. díl
- Nitzak – 4. díl
- Orkam – 4. díl
- Plukovník Binzak – 4. díl
- Bývalý nejvyšší chán Matlik – zmínka ve 4. díle
- Matlikův bratr Twalik – zmínka ve 4. díle
- Generál Mat´zak - 18. díl
- Tan´pet

### Piktové
- Generál MacHaddish
- Generál Caleb MacFrewin
- Generál MacKentick
- zlý démon Serthrek'nish

### Ostrované
- Killeen
- Gerard

### Zvířata
Koně
- Cuk (Will)
- Bellerofontes (Cuk na odpočinku)
- Poslední paprsek (když Hasan našel Cuka v poušti, přejmenoval ho)
- Abelard (Halt)
- Blaze (Gilan)
- Kikr (Horác)
- Čaroděj (Morgarath)
- Žalud (Liam)
- Slunečník (Madelyn)
- Trkač (hraničářka Maddie)
- Šíp (Willův kůň v Aridě, když hledal Cuka)
- Pán slunce (Seletin)
- Samum (Umarův kůň)
- Kroper (Crowley)
- Kormek (Kroper na odpočinku)
- Dříč (kůň, který byl půjčen Svengalovi, když plánovali cestu do Aridy)

Psi
- Černá
- Stín
- Sobol
- Dougal

## Popisy postav

### Will
Will, později pojmenovaný jako Will Dohoda (podle dohody uzavřené mezi Skandijí a Araluenem) je hlavní postavou celé série. Na začátku je to mladý, nezkušený sirotek, vyrůstající v opatrovně na hradě Redmontu spolu s několika dalšími dětmi. Je malé postavy, hubený, přesto je velice hbitý, rychlý a velice zvědavý. Jednoho dne se však něco v jeho životě změní. Každé z opatrovaných dětí má šanci dostat se do učení k některému z mistrů cechů. Jeho vysněným snem je stát se rytířem. Kvůli jeho malému vzrůstu a špatným předpokladům pro tuto školu ho však sir Rodney nepřijme. Ještě ten den si ho ale vyhlídne Halt, tajuplný hraničář, a rozhodne se, že ho podrobí zkoušce. Vzápětí se ukáže, že Will bude vhodný pro řemeslo hraničářů, a tím začíná jeho dobrodružství. Mezi Willem a Haltem se zrodí velmi silné pouto. Halt Willa považuje v podstatě za svého syna a Will Halta za svého otce, kterého nikdy nepoznal. V průběhu dílů se zdokonaluje v umění boje s hraničářskými zbraněmi (luk, saxonský nůž, vrhací nůž a mosazné válečky) i v hraničářských dovednostech (nenápadný pohyb, bystrost, rychlý úsudek, strategie, jízda na hraničářském koni, atd.). Stává se z něj vyspělý hraničář, který několikrát zachrání své přátele i rodnou zemi před zkázou. Později se ožení s Alyss, po její smrti se stane učitelem první hraničářky, Maddie.

### Halt
Halt pochází z královského rodu z Clonmelu v Hibernii. Je pouze o sedm minut starší než jeho dvojče a tím pádem měl být králem Clonmelu. Jeho bratr dvojče se ho pokusil několikrát zabít a tak získat trůn pro sebe. Halt musel uprchnout a při své cestě narazil na hraničáře Pritcharda, u kterého se vyučil. Lidé slýchávali pověsti o udatných hraničářích, představovali si je jako obry. Pak byli překvapenější, když spatřili hraničáře Halta. Halt je přesný opak představy, kterou si lidé utvořili. Nedorostl do velkého vzrůstu. Hlavu mu zvýrazňuje husté obočí, které se klene pod nízkým čelem a díky šedozelenému maskování se může stát v přírodě téměř neviditelným.
Hraničáři bojují svým důvtipem a logikou. Halt, ostatně jako většina hraničářů, mistrně ovládá neslyšný pohyb a špičkové umění zacházet s lukem, saxonským nožem a vrhacím nožem. Halt patří mezi nejlepší hraničáře. Nic ho nevyvede z míry. Dokáže trefit cíl nacházející se i 250 kroků od něj, na milimetr přesně. O hraničářích se říká, že v toulci nosí životy 24 mužů. Halt není výjimkou. Chytrý a bystrý Halt překypuje černým humorem a sarkasmem. Zachmuřený hraničář, který dokáže nahnat strach i těm největším lotrům a zabijákům, však pod svou maskou skrývá dobré srdce, schopné obětovat vše pro své přátele. Je ženatý s lady Paulinou, velitelkou diplomatické služby, ke které již od prvního setkání cítil jistou náklonnost. Jejich svatba je jediný okamžik, kdy Halt tančí a kdy si nechal ostříhat vlasy. Pro Araluen udělal mnoho velkých činů a patří mezi nejznámější hraničáře v království.

### Horác
Horác byl sirotkem, v opatrovně byl spolu s Willem, ale nebyli nějak velkými přáteli – Will obvykle vyhrával jejich slovní potyčky a Horác ty, co končily rvačkou. Díky tomu, jak byl v bojové škole dobrý, ho jednou sir Rodney vzal na lov kance, kde mu Will zachránil život. Od té doby jsou nejlepšími přáteli. Na hodně výpravách vyráželi spolu ještě s Haltem a nejednou jeden druhému zachránili život. Horác nemá úplně smysl pro logické myšlení a vymýšlení složitých plánů. Jak sám říká, od toho tu jsou hraničáři. Nechybí mu však normální selský rozum a to se také hodí. Je jedním z nejlepších šermířů Araluenu a je znám spíše jako sir Horác rytíř dubového listu. Poté, co se přemístí na hrad Araluen, se začne stýkat s princeznou Kasandrou. Tu zná z předešlých dobrodružství a jejich vztah ze vzájemné náklonnosti přeroste v lásku. Vezmou se a mají spolu jedno dítě – Madelyn. Ta se stává hlavní postavou v HU 12 a dále.

### Alyss
Diplomatka vystudovaná na diplomatické škole pod vedením lady Pauliny, pochází z opatrovny hradu Redmontu. Má velké nadání pro diplomacii a proto se také přihlásí do diplomatické školy. Je přijata do diplomatickému sboru Araluenu a stává se z ní kurýrka. Je velmi půvabná, chytrá a laskavá, má plavé vlasy, je štíhlá a velmi vysoká. Většina dívek a žen z celého království se jí v kráse nemůže rovnat. Odjakživa byli s Willem velcí přátelé a Will je do ní už velmi dlouho zamilovaný. Při některých z jeho dobrodružství ho doprovází. Alyss si Willa nakonec vezme.

### Kasandra (Evanlyn)
Kasandra (někdy také psáno Cassandra či Kassandra) je princezna Araluenu – dcera krále Duncana a královny Rosalindy, se kterou se potkáváme od druhé knihy série. Své pravé jméno se ze začátku rozhodne tajit z důvodu bezpečnosti. Proto se s ní můžeme setkat i pod jménem Evanlyn. Díky tomu, že ji spolu s Willem zajmou Skandijci a odvezou je do své země se s Willem stanou velmi dobrými kamarády. Pomohou Skandijcům zvítězit v boji proti Temudžajům a podepíší zde dohodu zákazu nájezdů na území Araluenu pod podmínkou, že jim bude Araluen posílat malou posádku na obranu jejich země. Po marném pokusu, aby se Will přesídlil na hrad Araluen, začne Kasandra vyhledávat společnost Horáce. Zamilují se do sebe a mají spolu jedno dítě – princeznu Madelyn (Maddie).

### Madelyn
Maddie je dcera Horáce a Kasandry (Evanlyn). Poprvé se s ní setkáváme ve 12. díle série. Maddie je z počátku malá rozmazlená princezna, která velmi ráda večer utíká z hradu aby procvičila své lovecké a střelecké schopnosti (především s prakem). Kasandra ji pošle k Willovi, aby poznala svět i z jiné strany než zpoza hradu Araluenu. Maddie se z počátku nemůže smířit s tím, co jí matka provedla. Časem si ale hraničářský život zamiluje natolik, že když jí Kasandra oznámí, že její výcvik byl domluven pouze na rok, rozhodne se ho dokončit celý. Tím se z ní stává první členka Hraničářského sboru a také průkopnice nové hraničářské zbraně – praku.